# Isòtops de l'oxigen

A la vida d'una estrella massiva, l'¹⁶O es concentra a la capa O, l'^{17}O a la H i ^{18}O a la d'he

Hi ha tres isòtops d'oxigen estables que fan que l'oxigen (O) tingui una massa atòmica de 15.9994(3) u. A més l'oxigen presenta 14 isòtops inestables.

## Isòtops estables
L'oxigen natural es compon de tres isòtops estables, ¹⁶O, 17O, i 18O, l' ¹⁶O és el més abundant amb un 99.762% d'abundància natural. Els isòtops d'oxigen varien en el seu nombre màssic del 12 a 28.
L'abundància absoluta i relativa de l' ¹⁶O és alta perquè és el producte principal de l'evolució estel·lar i perquè és un isòtop primari, és a dir, que es pot produir en estrelles que inicialment eren exclusivament d'hidrogen. La major part de l' ¹⁶O es sintetitza al final del procés de fusió d'heli a les estrelles, la reacció triple alfa crea 12C, que captura un 4He addicional per fer ¹⁶O. El procés de combustió del neó crea ¹⁶O addicional.
l' 17O i 18O són isòtops secundaris, és a dir, la seva nucleosíntesi necessita un nucli llavor. L'17O es produeix principalement en la combustió d'hidrogen a heli durant el cicle CNO, convertint-lo en un isòtop comú en les zones de combustió d'hidrogen de les estrelles. La major part de l'18O es produeix quan el ¹⁴N (abundant en la combustió de CNO) captura un nucli 4He, fent que l'18O sigui comú en les zones riques en heli de les estrelles. Calen mil milions de graus Celsius aproximadament perquè dos nuclis d'oxigen comencin la fusió nuclear per a formar un nucli més pesant de sofre.

## Radioisòtops
S'han creat catorze radioisòtops, sent els més estables 15O amb un període de semidesintegració de 122.24 s i ¹⁴O amb un període de semidesintegració de 70.606 s. Tots els isòtops radioactius restants tenen períodes de semidesintegració menors de 27 s i la major part d'ells tenen períodes de semidesintegració menors de 83 mil·lisegons. La forma més comuna de degradació abans dels isòtops estables és la captura d'electrons i la manera més comuna de produir-se és per desintegració beta. Els productes de desintegració anteriors als isòtops estables són isòtops de (nitrogen) 7 i els productes posteriors són 'isòtops 9 (fluor).
A l'oxigen se li havia assignat una massa de 16 abans de la definició de la massa de la unitat de massa atòmica basada en el 12C. És per això que els físics es refereixen només a l' ¹⁶O, mentre els químics es refereixen a la mescla natural d'isòtops, això condueix a una petita diferència en les escales de massa atòmica.
La composició isotòpica dels àtoms d'oxigen a l'atmosfera terrestre és T 99.759% ¹⁶O, 0.037% 17O i 0.204% 18O. Ja que les molècules d'aigua que contenen els isòtops més lleugers són més propenses a evaporar-se i caure com a precipitació, L'aigua terrestre i el gel polar de la terra contenen poc menys de (0.1981%) de l'isòtop pesant 18O mentre l'aire conté (0.204%) o l'aigua marina un (0.1995%). Per aquesta raó, el seguiment d'aquests valors s'usa per a l'estimació canvis climàtics passats.

## Taula
| símbol del núclid | Z(p)                | N(n)                | massa isotòpica (u) | període de semidesintegració | Espín nuclear  | composició isotòpica representativa (fracció molar) | rang de variació natural (fracció molar) |
| símbol del núclid | energia d'excitació | energia d'excitació | energia d'excitació |                              |                |                                                     |                                          |
| ----------------- | ------------------- | ------------------- | ------------------- | ---------------------------- | -------------- | --------------------------------------------------- | ---------------------------------------- |
| 12O               | 8                   | 4                   | 12.034405(20)       | 580(30)E-24 s [0.40(25) MeV] | 0+             |                                                     |                                          |
| 13O               | 8                   | 5                   | 13.024812(10)       | 8.58(5) ms                   | (3/2-)         |                                                     |                                          |
| ¹⁴O               | 8                   | 6                   | 14.00859625(12)     | 70.598(18) s                 | 0+             |                                                     |                                          |
| 15O               | 8                   | 7                   | 15.0030656(5)       | 122.24(16) s                 | 1/2-           |                                                     |                                          |
| ¹⁶O               | 8                   | 8                   | 15.99491461956(16)  | ESTABLE                      | 0+             | 0.99757(16)                                         | 0.99738-0.99776                          |
| 17O               | 8                   | 9                   | 16.99913170(12)     | ESTABLE                      | 5/2+           | 0.00038(1)                                          | 0.00037-0.00040                          |
| 18O               | 8                   | 10                  | 17.9991610(7)       | ESTABLE                      | 0+             | 0.00205(14)                                         | 0.00188-0.00222                          |
| 19O               | 8                   | 11                  | 19.003580(3)        | 26.464(9) s                  | 5/2+           |                                                     |                                          |
| 20O               | 8                   | 12                  | 20.0040767(12)      | 13.51(5) s                   | 0+             |                                                     |                                          |
| 21O               | 8                   | 13                  | 21.008656(13)       | 3.42(10) s                   | (1/2,3/2,5/2)+ |                                                     |                                          |
| 22O               | 8                   | 14                  | 22.00997(6)         | 2.25(15) s                   | 0+             |                                                     |                                          |
| 23O               | 8                   | 15                  | 23.01569(13)        | 82(37) ms                    | 1/2+#          |                                                     |                                          |
| 24O               | 8                   | 16                  | 24.02047(25)        | 65(5) ms                     | 0+             |                                                     |                                          |
| 25O               | 8                   | 17                  | 25.02946(28)#       | <50 ns                       | (3/2+)#        |                                                     |                                          |
| 26O               | 8                   | 18                  | 26.03834(28)#       | <40 ns                       | 0+             |                                                     |                                          |
| 27O               | 8                   | 19                  | 27.04826(54)#       | <260 ns                      | 3/2+#          |                                                     |                                          |
| 28O               | 8                   | 20                  | 28.05781(64)#       | <100 ns                      | 0+             |                                                     |                                          |

- La precisió de les abundàncies dels isòtops i de la massa atòmica està limitada a través de variacions. Els rangs donats haurien de ser aplicables a qualsevol material terrestre.
- Els valors marcats amb # no procedeixen totalment de dades experimentals, però almenys una part són sistemàtiques.. Els espins amb assignacions febles estan entre parèntesis.
- Les incerteses es donen entre parèntesis després dels últims dígits corresponents. Els valors de les incerteses denota una desviació de l'estàndard, excepte en la composició isotòpica i la massa atòmica de la IUPAC que usen incerteses expandides.